# Bimota YB4
La YB4 est un modèle de motocyclette du constructeur italien Bimota.
L'YB4 apparaît d'abord sur les circuits sous la forme d'une YB4 R, lors de l'édition de 1986 du Bol D'or. Elle est ensuite engagée dans le championnat TT/F1 de 1987, ancêtre du championnat du monde de Superbike, avec Virginio Ferrari et Davide Tardozzi au guidon. L'YB4 R court la manche italienne du championnat mondial d'endurance 1987 et gagne aux Pays-Bas, en Hongrie, en Allemagne dans le championnat mondial TT/F1. Virginio Ferrari est sacré champion TT/F1.
En 1988, l'usine engage la YB4 E.I. R. Contrairement à sa devancière, elle n'est plus alimentée par une rampe de carburateurs Mikuni, mais par l'injection électronique de l'YB4 E.I.. Elle remporte les manches allemandes et portugaise du championnat Superbike, termine sur la deuxième marche du podium en Autriche et en Nouvelle-Zélande.
La YB4 E.I. est présentée lors du salon de Milan de 1987. Elle est l'œuvre de Federico Martini.
Elle est équipée du moteur Yamaha équipant la 750 FZ. C'est un quatre cylindres en ligne quatre temps de 989 cm3. Il développe 121 chevaux à 10 500 tr/min pour un couple de 9 mkg à 8 500 tr/min. Contrairement à la Yamaha, sur la Bimota, le moteur est alimenté par un système d'injection électronique Weber Marelli.
Le cadre est de type périmétrique, en aluminium, de section carrée. La colonne de direction intègre un excentrique qui permet de faire varier l'angle de chasse. Le bras oscillant est également en aluminium.
La fourche télescopique Marzocchi de 42 mm de diamètre est réglable en détente et compression et adopte un système anti-plongée. Le monoamortisseur arrière est lui aussi réglable en détente et compression.
Le freinage est confié à Brembo avec l'adoption de deux disques de 320 mm à l'avant et 230 mm à l'arrière. Ils sont respectivement pincés par des étriers quatre et deux pistons.
Les jantes sont en magnésium.
Parallèlement, l'usine de Rimini présente la YB4 E.I. SP. Cette machine est destinée à courir dans le championnat de Sport Production italien. Par rapport à la YB4 E.I., l'échappement est remplacé et la démultiplication finale est raccourcie. Le carénage est en plastique renforcé par de la fibre de verre. Elle était vendue 16 760 €.
La YB4 E.I. a été produite à 363 exemplaires, mais 103 seulement ont été vendus. 200 ont servi de machine de test et 60 machines ont été vendues pour la compétition, pour courir dans les championnats italien et mondial de Superbike. Sur ces 60, 19 ont été vendues montées et 41 vendues en kit. 91 ont été produites en blanc et rouge avec des liserés dorés et 12 ont été produites en blanc et rouge avec des bandes vertes.
La YB4 E.I. SP a 15 exemplaires. Toutes étaient recouvertes d'une robe blanche et rouge avec des liserés dorés.